# Mocsári cankó

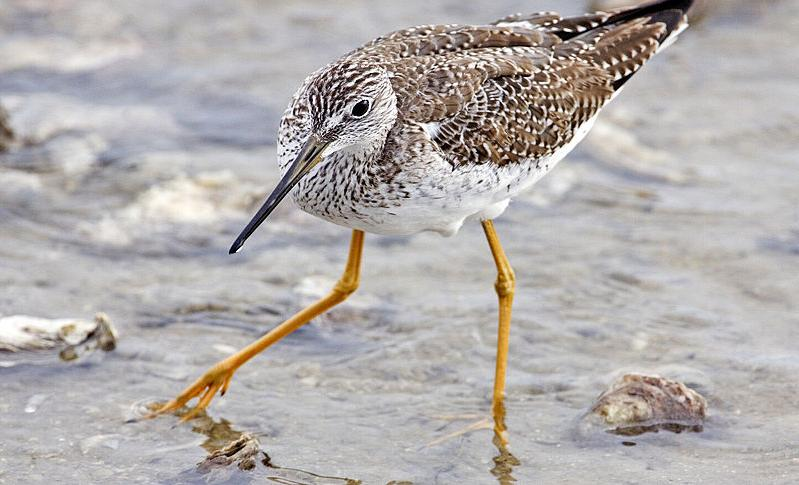

A mocsári cankó (Tringa melanoleuca) a madarak osztályának lilealakúak (Charadriiformes) rendjébe, ezen belül a szalonkafélék (Scolopacidae) családjába tartozó faj.

## Elterjedése, élőhelye
A hideg északot kivéve Észak-Amerikában fészkel, telelni Dél-Amerikába vonul. Kóborlásai során eljut Európába is. Sekély vizű tavak és mocsarakhoz közeli fenyőerdők lakója, a telet tópartokon és iszapzátonyokon tölti.

## Megjelenése
Átlagos testhossza 29-40 centiméter, testtömege 110-250 gramm. Karcsú, hosszúlábú fajta. Csőre vékony és egyenes. Lába sárga színű, farka csíkos.

## Életmódja
Szurkálással szedegeti apró csigákból, kagylókból, rákokból, rovarokból és férgekből álló táplálékát.

## Szaporodása
Víz közelébe, a talajra rakja mohával és tőzeggel bélelt fészkét. Fészekalja 3-4 tojásból áll, melyeken 23 napig kotlik.